# Tornei di tennis maschili nel 1906
Prima della nascita della cosiddetta "Era Open" del tennis, ossia l'apertura ai tennisti professionisti degli eventi più importanti, tutti i tornei erano riservati ad atleti dilettanti. Nel 1906 tutti i tornei erano amatoriali, tra questi c'erano i tornei del Grande Slam:gli Australian Championships, il Campionato francese di tennis, il Torneo di Wimbledon, e gli U.S. National Championships.

## Calendario

### Gennaio
Nessun evento

### Febbraio
| Settimana   | Torneo                                                           | Vincitore                                            | Finalista                    | Semifinalisti | Eliminati ai quarti |
| ----------- | ---------------------------------------------------------------- | ---------------------------------------------------- | ---------------------------- | ------------- | ------------------- |
| 20 febbraio | US Indoors 1906 New York, USA Singolare - Doppio                 | Wylie Grant 6-4 6-2 10-8                             | Edwin P. Fischer             |               |                     |
| 20 febbraio | US Indoors 1906 New York, USA Singolare - Doppio                 | Harold H. Hackett Frederick B. Alexander 6-1 6-1 6-2 | Wylie C. Grant Irving Wright |               |                     |
| 28 febbraio | Monte Carlo Cup 1906 Monte Carlo, Monte Carlo Singolare - Doppio | Laurence Doherty 6-3 11-9                            | Wilberforce Vaughan Eaves    |               |                     |
| 28 febbraio | Monte Carlo Cup 1906 Monte Carlo, Monte Carlo Singolare - Doppio |                                                      |                              |               |                     |

### Marzo
| Settimana | Torneo                                                                     | Vincitore                          | Finalista                   | Semifinalisti            | Eliminati ai quarti                                         |
| --------- | -------------------------------------------------------------------------- | ---------------------------------- | --------------------------- | ------------------------ | ----------------------------------------------------------- |
| 9 marzo   | Riviera Championships 1906 Mentone, Francia Singolare - Doppio             | Anthony Wilding 6-0 8-6 6-0        | Major Josiah George Ritchie |                          |                                                             |
| 9 marzo   | Riviera Championships 1906 Mentone, Francia Singolare - Doppio             |                                    |                             |                          |                                                             |
| 18 marzo  | South of France Championships 1906 Nizza, Francia Singolare - Doppio       | Laurence Doherty 6-3 8-6 6-2       | Anthony Wilding             |                          |                                                             |
| 18 marzo  | South of France Championships 1906 Nizza, Francia Singolare - Doppio       | Laurence Doherty Wilberforce Eaves |                             |                          |                                                             |
| 24 marzo  | South Australian Championships 1906 Adelaide, Australia Singolare - Doppio | Norman Brookes 6-2 6-4 6-2         | Rodney Heath                |                          |                                                             |
| 24 marzo  | South Australian Championships 1906 Adelaide, Australia Singolare - Doppio |                                    |                             |                          |                                                             |
| 25 marzo  | Cannes Championships 1906 Cannes, Francia Singolare - Doppio               | Anthony Wilding 6-2 6-1 6-3        | Wilberforce Vaughan Eaves   |                          |                                                             |
| 25 marzo  | Cannes Championships 1906 Cannes, Francia Singolare - Doppio               |                                    |                             |                          |                                                             |
| 29 marzo  | Spanish Championships 1906 Barcellona, Spagna Singolare - Doppio           | Anthony Wilding 6-1 6-0 6-0        | José J. Capará              | Ernest Witty FC G. Noble | Juan de Urruela Arturo Leask H. Plass Alfredo Faulcombridge |
| 29 marzo  | Spanish Championships 1906 Barcellona, Spagna Singolare - Doppio           |                                    |                             | Ernest Witty FC G. Noble | Juan de Urruela Arturo Leask H. Plass Alfredo Faulcombridge |

### Aprile
| Settimana | Torneo                                                                                    | Vincitore                    | Finalista                   | Semifinalisti                | Eliminati ai quarti                                                   |
| --------- | ----------------------------------------------------------------------------------------- | ---------------------------- | --------------------------- | ---------------------------- | --------------------------------------------------------------------- |
| aprile    | Lyon Covered Court Championships 1906 Lione, Francia Parquet indoor Singolare - Doppio    | Anthony Wilding              | Major Josiah George Ritchie |                              |                                                                       |
| aprile    | Lyon Covered Court Championships 1906 Lione, Francia Parquet indoor Singolare - Doppio    |                              |                             |                              |                                                                       |
| aprile    | Puerta de Hierro International 1906 Madrid, Spagna Singolare - Doppio                     | Sidney H. M. Head 6-1 6-1    | José Cruz Lapazaran         | Roger Cooper Ernest Witty FC | S. T. Vidal José Santos Suárez Enrique de Isasi Alfredo Faulconbridge |
| aprile    | Puerta de Hierro International 1906 Madrid, Spagna Singolare - Doppio                     |                              |                             |                              |                                                                       |
| 1º aprile | Geelong Easter Tournament 1906 Geelong, Australia Singolare - Doppio                      | Norman Brookes               | non conosciuta (bandiera)   |                              |                                                                       |
| 1º aprile | Geelong Easter Tournament 1906 Geelong, Australia Singolare - Doppio                      |                              |                             |                              |                                                                       |
| 4 aprile  | French Covered Court Championships 1906 Parigi, Francia Parquet indoor Singolare - Doppio | Anthony Wilding 6-2 6-1 6-1  | Major Josiah George Ritchie |                              |                                                                       |
| 4 aprile  | French Covered Court Championships 1906 Parigi, Francia Parquet indoor Singolare - Doppio |                              |                             |                              |                                                                       |
| 28 aprile | British Covered Court Championships 1906 Londra, Gran Bretagna Singolare - Doppio         | Laurence Doherty 6-2 6-4 8-6 | Arthur Gore                 |                              |                                                                       |
| 28 aprile | British Covered Court Championships 1906 Londra, Gran Bretagna Singolare - Doppio         |                              |                             |                              |                                                                       |

### Maggio
| Settimana | Torneo                                                                           | Vincitore                                    | Finalista                      | Semifinalisti | Eliminati ai quarti |
| --------- | -------------------------------------------------------------------------------- | -------------------------------------------- | ------------------------------ | ------------- | ------------------- |
| maggio    | Bohemian Championships 1906 Praga, Cecoslovacchia Terra rossa Singolare - Doppio | Anthony Wilding ? 7-5 6-3                    | Hartmann                       |               |                     |
| maggio    | Bohemian Championships 1906 Praga, Cecoslovacchia Terra rossa Singolare - Doppio |                                              |                                |               |                     |
| 3 maggio  | New South Wales Championships 1906 Sydney, Australia Singolare - Doppio          | Granville Gilbert Sharp 6-1, 6-2, 6-2        | Stanley Doust                  |               |                     |
| 3 maggio  | New South Wales Championships 1906 Sydney, Australia Singolare - Doppio          |                                              |                                |               |                     |
| 12 maggio | Swedish Covered Court Championships 1906 Stoccolma, Svezia Singolare - Doppio    | Carl Gunnar Emanuel Setterwall 7-5 7-5 12-10 | Hakon Leffler                  |               |                     |
| 12 maggio | Swedish Covered Court Championships 1906 Stoccolma, Svezia Singolare - Doppio    |                                              |                                |               |                     |
| 13 maggio | Wiesbaden Cup 1906 Wiesbaden, Germania Terra rossa Singolare - Doppio            | Anthony Wilding 6-1 9-7 6-3                  | Otto Froitzheim                |               |                     |
| 13 maggio | Wiesbaden Cup 1906 Wiesbaden, Germania Terra rossa Singolare - Doppio            |                                              |                                |               |                     |
| 20 maggio | Berkshire Championships 1906 Reading, Gran Bretagna Singolare - Doppio           | Anthony Wilding 6-0 6-4 6-0                  | David Marc Andrew Graham Hawes |               |                     |
| 20 maggio | Berkshire Championships 1906 Reading, Gran Bretagna Singolare - Doppio           |                                              |                                |               |                     |
| 26 maggio | Surrey Championships 1906 Surbiton, Gran Bretagna Singolare - Doppio             | Sydney Howard Smith walkover                 | Anthony Wilding                |               |                     |
| 26 maggio | Surrey Championships 1906 Surbiton, Gran Bretagna Singolare - Doppio             |                                              |                                |               |                     |

### Giugno
| Settimana | Torneo                                                                                  | Vincitore                                       | Finalista                              | Semifinalisti | Eliminati ai quarti |
| --------- | --------------------------------------------------------------------------------------- | ----------------------------------------------- | -------------------------------------- | ------------- | ------------------- |
| giugno    | California State Championships 1906 San Francisco, USA Singolare - Doppio               | Melville Hammond Long 6-4 4-6 7-5 6-2           | Fred Adams                             |               |                     |
| giugno    | California State Championships 1906 San Francisco, USA Singolare - Doppio               |                                                 |                                        |               |                     |
| 2 giugno  | Irish Championships 1906 Dublino, Irlanda Singolare - Doppio                            | Frank Riseley 6-1 6-1 7-5                       | S. Douglas                             |               |                     |
| 2 giugno  | Irish Championships 1906 Dublino, Irlanda Singolare - Doppio                            |                                                 |                                        |               |                     |
| 2 giugno  | Middlesex Championships 1906 Chiswick Park, Gran Bretagna Singolare - Doppio            | Josiah Ritchie 6-1 6-2 6-4                      | George Miéville Simond                 |               |                     |
| 2 giugno  | Middlesex Championships 1906 Chiswick Park, Gran Bretagna Singolare - Doppio            |                                                 |                                        |               |                     |
| 4 giugno  | Metropolitan Championships 1906 New York, USA Terra rossa Singolare - Doppio            | Fred Alexander 6-0 6-0 7-5                      | F.G. Anderson                          |               |                     |
| 4 giugno  | Metropolitan Championships 1906 New York, USA Terra rossa Singolare - Doppio            | Fred Alexander Harold Hackett 4-6 6-3 6-4 6-4   | Henry Torrance Theodore Roosevelt Pell |               |                     |
| 6 giugno  | Torneo di Sheffield & Hallamshire 1906 Sheffield, Gran Bretagna Erba Singolare - Doppio | Anthony Wilding 6-1 6-0 6-1                     | E. Watson                              |               |                     |
| 6 giugno  | Torneo di Sheffield & Hallamshire 1906 Sheffield, Gran Bretagna Erba Singolare - Doppio |                                                 |                                        |               |                     |
| 6 giugno  | East Surrey Championships 1906 East Croydon, Gran Bretagna Singolare - Doppio           | Arthur Gore 6-2 6-3 6-4                         | Sydney H. Adams                        |               |                     |
| 6 giugno  | East Surrey Championships 1906 East Croydon, Gran Bretagna Singolare - Doppio           |                                                 |                                        |               |                     |
| 9 giugno  | Northern Championships 1906 Liverpool, Gran Bretagna Singolare - Doppio                 | Frank Riseley 4-6 7-5 6-1 6-3                   | Sydney Howard Smith                    |               |                     |
| 9 giugno  | Northern Championships 1906 Liverpool, Gran Bretagna Singolare - Doppio                 |                                                 |                                        |               |                     |
| 12 giugno | New England Championships 1906 New Haven, USA Terra rossa Singolare - Doppio            | Karl Behr 7-5 3-6 0-6 7-5 6-4                   | Theodore Roosevelt Pell                |               |                     |
| 12 giugno | New England Championships 1906 New Haven, USA Terra rossa Singolare - Doppio            | Theodore Roosevelt Pell Wylie Grant 6-0 6-2 7-5 | Karl Behr Robert LeRoy                 |               |                     |
| 14 giugno | Austrian International Championships 1906 Praga, Austria Singolare - Doppio             | Anthony Wilding 7-5 2-6 7-5 6-3                 | Major Josiah George Ritchie            |               |                     |
| 14 giugno | Austrian International Championships 1906 Praga, Austria Singolare - Doppio             |                                                 |                                        |               |                     |
| 16 giugno | Kent Championships 1906 Beckenham, Gran Bretagna Singolare - Doppio                     | Arthur Gore 6-0 6-2 6-1                         | A.L. Bentley                           |               |                     |
| 16 giugno | Kent Championships 1906 Beckenham, Gran Bretagna Singolare - Doppio                     |                                                 |                                        |               |                     |
| 23 giugno | Queen's Club Championships 1906 Londra, Gran Bretagna Singolare - Doppio                | Josiah Ritchie 6-0 6-1 7-5                      | John Mason Flavelle                    |               |                     |
| 23 giugno | Queen's Club Championships 1906 Londra, Gran Bretagna Singolare - Doppio                |                                                 |                                        |               |                     |
| 23 giugno | Europe Championships 1906 Leicester, Gran Bretagna Singolare - Doppio                   | Frank Riseley 4-6 6-1 5-1 ritiro                | George Courtenay Ball Greene           |               |                     |
| 23 giugno | Europe Championships 1906 Leicester, Gran Bretagna Singolare - Doppio                   |                                                 |                                        |               |                     |
| 30 giugno | Durham Championships 1906 Sunderland, Gran Bretagna Erba Singolare - Doppio             | Edward Roy Allen 0-6 6-4 6-1 6-4                | Leslie Oswald Sheridan Poidevin        |               |                     |
| 30 giugno | Durham Championships 1906 Sunderland, Gran Bretagna Erba Singolare - Doppio             |                                                 |                                        |               |                     |

### Luglio
| Settimana | Torneo                                                                            | Vincitore                                            | Finalista                             | Semifinalisti | Eliminati ai quarti |
| --------- | --------------------------------------------------------------------------------- | ---------------------------------------------------- | ------------------------------------- | ------------- | ------------------- |
| luglio    | North London Championships 1906 Londra, Gran Bretagna Singolare - Doppio          | Arthur Gore 4-6 7-5 7-5 3-0 ritiro                   | Herbert Roper-Barrett                 |               |                     |
| luglio    | North London Championships 1906 Londra, Gran Bretagna Singolare - Doppio          |                                                      |                                       |               |                     |
| luglio    | Warwickshire Championships 1906 Leamington, Gran Bretagna Erba Singolare - Doppio | John Mycroft Boucher 6-3 3-6 6-1 6-3                 | E.R. Paterson                         |               |                     |
| luglio    | Warwickshire Championships 1906 Leamington, Gran Bretagna Erba Singolare - Doppio |                                                      |                                       |               |                     |
| luglio    | Mid-Kent Championships 1906 Maidstone, Gran Bretagna Singolare - Doppio           | E.L. Bristowe                                        | non conosciuta (bandiera)             |               |                     |
| luglio    | Mid-Kent Championships 1906 Maidstone, Gran Bretagna Singolare - Doppio           |                                                      |                                       |               |                     |
| luglio    | Torneo di Redhill 1906 Redhill, Gran Bretagna Singolare - Doppio                  | E. Watson 7-5 2-6 6-4                                | S. Watson                             |               |                     |
| luglio    | Torneo di Redhill 1906 Redhill, Gran Bretagna Singolare - Doppio                  |                                                      |                                       |               |                     |
| 1º luglio | Campionato francese di tennis 1906 Parigi, Francia Singolare - Doppio             | Maurice Germot 5-7 6-3 6-4 1-6 6-3                   | Max Décugis                           |               |                     |
| 1º luglio | Campionato francese di tennis 1906 Parigi, Francia Singolare - Doppio             | Max Décugis Maurice Germot                           |                                       |               |                     |
| 3 luglio  | Middle States Championships 1906 Mountain Station, USA Singolare - Doppio         | William Larned 8-6 7-5 3-6 6-3                       | Fred Alexander                        |               |                     |
| 3 luglio  | Middle States Championships 1906 Mountain Station, USA Singolare - Doppio         | William Larned William Clothier 6-1 4-6 7-5 1-6 9-7  | Fred Alexander Harold Hackett         |               |                     |
| 4 luglio  | Torneo di Wimbledon 1906 Londra, Gran Bretagna Singolare - Doppio                 | Laurence Doherty 6-4 4-6 6-2 6-3                     | Frank Riseley                         |               |                     |
| 4 luglio  | Torneo di Wimbledon 1906 Londra, Gran Bretagna Singolare - Doppio                 | Sidney Smith Frank Riseley 6-8, 6-4, 5-7, 6-3, 6-3   | Reginald Doherty Laurence Doherty     |               |                     |
| 7 luglio  | Southern Championships 1906 Atlanta, USA Singolare - Doppio                       | Reuben Gay Hunt 6-3 6-0 6-0                          | Karl Little                           |               |                     |
| 7 luglio  | Southern Championships 1906 Atlanta, USA Singolare - Doppio                       | Bryan M. Grant Nat Thornton 6-2 2-6 3-6 6-3 6-2      | Reuben Gay Hunt W.C. Lee              |               |                     |
| 9 luglio  | Canadian Championships 1906 Niagara-on-the-Lake, Canada Erba Singolare - Doppio   | Irving Christian Wright 6-1 6-3 6-1                  | Edwin P. Fischer                      |               |                     |
| 9 luglio  | Canadian Championships 1906 Niagara-on-the-Lake, Canada Erba Singolare - Doppio   | Ralph Burns E.S. Glassco 6-1, 6-0, 10-8              | Irving Christian Wright H.D. Kirkover |               |                     |
| 12 luglio | Torneo di Epsom 1906 Epsom, Gran Bretagna Singolare - Doppio                      | Anthony Wilding 6-2 6-3                              | E.L. Bristow                          |               |                     |
| 12 luglio | Torneo di Epsom 1906 Epsom, Gran Bretagna Singolare - Doppio                      |                                                      |                                       |               |                     |
| 14 luglio | Welsh Championships 1906 Newport, Gran Bretagna Singolare - Doppio                | Sydney Howard Smith 2-6 6-1 6-2 6-2                  | John Mycroft Boucher                  |               |                     |
| 14 luglio | Welsh Championships 1906 Newport, Gran Bretagna Singolare - Doppio                |                                                      |                                       |               |                     |
| 21 luglio | Western Championships 1906 Chicago, USA Erba Singolare - Doppio                   | Kreigh Collins 6-2 6-1 4-6 6-2                       | Nat Emerson                           |               |                     |
| 21 luglio | Western Championships 1906 Chicago, USA Erba Singolare - Doppio                   | Louis Harold Waidner Nat Emerson 6-4 8-6 6-4 2-6 6-4 | Collins Hunt                          |               |                     |
| 29 luglio | Marienbad Cup 1906 Marienbad, Austria Terra rossa Singolare - Doppio              | Anthony Wilding 7-5 6-0 6-3                          | Otto Froitzheim                       |               |                     |
| 29 luglio | Marienbad Cup 1906 Marienbad, Austria Terra rossa Singolare - Doppio              |                                                      |                                       |               |                     |
| 29 luglio | Northwestern Championships 1906 Deephaven, USA Singolare - Doppio                 | Kreigh Collins 4-6 6-3 7-5 1-6 6-2                   | Louis Harold Waidner                  |               |                     |
| 29 luglio | Northwestern Championships 1906 Deephaven, USA Singolare - Doppio                 | Hunt Burton 6-2 4-6 6-2 6-4                          | Jayne Love                            |               |                     |
| 31 luglio | Marienbad Championships 1906 Marienbad, Austria Singolare - Doppio                | Anthony Wilding 7-5 6-0 6-3                          | Otto Froitzheim                       |               |                     |
| 31 luglio | Marienbad Championships 1906 Marienbad, Austria Singolare - Doppio                |                                                      |                                       |               |                     |
| 31 luglio | Longwood Bowl 1906 Boston, USA Erba Singolare - Doppio                            | William Larned 8-6 3-6 6-2 6-3                       | Karl Behr                             |               |                     |
| 31 luglio | Longwood Bowl 1906 Boston, USA Erba Singolare - Doppio                            | Harold Hackett Fred Alexander 7-9 8-6 6-2 8-10 6-3   | William Clothier William Larned       |               |                     |

### Agosto
| Settimana | Torneo                                                                             | Vincitore                                               | Finalista                        | Semifinalisti | Eliminati ai quarti |
| --------- | ---------------------------------------------------------------------------------- | ------------------------------------------------------- | -------------------------------- | ------------- | ------------------- |
| agosto    | Southern California Championships 1906 Los Angeles, USA Cemento Singolare - Doppio | Harold Hyde Braly Sr. 7-5 8-6 6-4 6-3                   | Nathaniel Borrodaille Browne     |               |                     |
| agosto    | Southern California Championships 1906 Los Angeles, USA Cemento Singolare - Doppio | Browne Sinsabaugh 6-4 6-4 7-5                           | Bell Way                         |               |                     |
| agosto    | North of England Championships 1906 Scarborough, Gran Bretagna Singolare - Doppio  | Arthur Holden Lowe                                      | non conosciuta (bandiera)        |               |                     |
| agosto    | North of England Championships 1906 Scarborough, Gran Bretagna Singolare - Doppio  |                                                         |                                  |               |                     |
| agosto    | East of England Championships 1906 Felixstowe, Gran Bretagna Singolare - Doppio    | Herbert Roper Barrett 6-1 9-7 6-4                       | George Hillyard                  |               |                     |
| agosto    | East of England Championships 1906 Felixstowe, Gran Bretagna Singolare - Doppio    |                                                         |                                  |               |                     |
| agosto    | Torneo di Shanklin 1906 Shanklin, Gran Bretagna Singolare - Doppio                 | Arthur Gore 6-1 6-4 6-4                                 | George Aristides Caridia         |               |                     |
| agosto    | Torneo di Shanklin 1906 Shanklin, Gran Bretagna Singolare - Doppio                 |                                                         |                                  |               |                     |
| agosto    | German Championships 1906 Amburgo, Germania Singolare - Doppio                     | Josiah Ritchie 6-2 6-2 6-0                              | Wilhelm Rahe                     |               |                     |
| agosto    | German Championships 1906 Amburgo, Germania Singolare - Doppio                     |                                                         |                                  |               |                     |
| agosto    | Lincolnshire Championships 1906 Spilsby, Gran Bretagna Singolare - Doppio          | Charles Dixon 6-0 2-6 6-2 6-2                           | A.K. Brook                       |               |                     |
| agosto    | Lincolnshire Championships 1906 Spilsby, Gran Bretagna Singolare - Doppio          |                                                         |                                  |               |                     |
| agosto    | Engadine Championships 1906 St Moritz, Svizzera Terra rossa Singolare - Doppio     | George H. Nettleton 7-5 1-6 6-0 6-2                     | J.K. Frost                       |               |                     |
| agosto    | Engadine Championships 1906 St Moritz, Svizzera Terra rossa Singolare - Doppio     |                                                         |                                  |               |                     |
| 1º agosto | Midland Counties Championships 1906 Edgbaston, Gran Bretagna Singolare - Doppio    | John Mycroft Boucher 6-4 3-6 6-4 6-3                    | Wilberforce Vaughan Eaves        |               |                     |
| 1º agosto | Midland Counties Championships 1906 Edgbaston, Gran Bretagna Singolare - Doppio    |                                                         |                                  |               |                     |
| 2 agosto  | Nottinghamshire Championships 1906 Nottingham, Gran Bretagna Singolare - Doppio    | Arthur Gore 6-2 6-4 6-3                                 | Herbert Durrant Snook            |               |                     |
| 2 agosto  | Nottinghamshire Championships 1906 Nottingham, Gran Bretagna Singolare - Doppio    |                                                         |                                  |               |                     |
| 4 agosto  | Torneo di Nahant 1906 Nahant, USA Singolare - Doppio                               | William Larned 5-7 6-4 6-4 3-6 6-4                      | Karl Behr                        |               |                     |
| 4 agosto  | Torneo di Nahant 1906 Nahant, USA Singolare - Doppio                               | Malcolm Douglass Whitman William Clothier 6-3 6-2       | C.F. Watson Frederick C. Colston |               |                     |
| 5 agosto  | Carlsbad Cup 1906 Carlsbad, Austria Singolare - Doppio                             | Anthony Wilding 6-2 7-5 6-4                             | Kurt von Wessely                 |               |                     |
| 5 agosto  | Carlsbad Cup 1906 Carlsbad, Austria Singolare - Doppio                             |                                                         |                                  |               |                     |
| 5 agosto  | Torneo di Carlsbad 1906 Carlsbad, Austria Singolare - Doppio                       | Anthony Wilding 6-2 6-1 6-3                             | Ackerland                        |               |                     |
| 5 agosto  | Torneo di Carlsbad 1906 Carlsbad, Austria Singolare - Doppio                       |                                                         |                                  |               |                     |
| 6 agosto  | Northumberland Championships 1906 Newcastle, Gran Bretagna Singolare - Doppio      | George Hillyard 7-5 1-6 6-3                             | Wilberforce Vaughan Eaves        |               |                     |
| 6 agosto  | Northumberland Championships 1906 Newcastle, Gran Bretagna Singolare - Doppio      |                                                         |                                  |               |                     |
| 11 agosto | Scottish Championships 1906 Moffat, Gran Bretagna Singolare - Doppio               | Alexander Morrice MacKay 6-2 6-3                        | Robin Welsh                      |               |                     |
| 11 agosto | Scottish Championships 1906 Moffat, Gran Bretagna Singolare - Doppio               |                                                         |                                  |               |                     |
| 13 agosto | Hampshire Championships 1906 Bournemouth, Gran Bretagna Erba Singolare - Doppio    | Charles Henry Ridding 1-6 6-4 6-4                       | Edward Roy Allen                 |               |                     |
| 13 agosto | Hampshire Championships 1906 Bournemouth, Gran Bretagna Erba Singolare - Doppio    |                                                         |                                  |               |                     |
| 13 agosto | Suffolk Championships 1906 Saxmundham, Gran Bretagna Singolare - Doppio            | Herbert Roper Barrett 6-4 6-1 6-2                       | C.E. Hunter                      |               |                     |
| 13 agosto | Suffolk Championships 1906 Saxmundham, Gran Bretagna Singolare - Doppio            |                                                         |                                  |               |                     |
| 16 agosto | Essex Championships 1906 Colchester, Gran Bretagna Singolare - Doppio              | Herbert Roper Barrett 6-1 6-2 6-1                       | H.W. Davies                      |               |                     |
| 16 agosto | Essex Championships 1906 Colchester, Gran Bretagna Singolare - Doppio              |                                                         |                                  |               |                     |
| 17 agosto | Southampton Invitation 1906 Southampton, USA Singolare - Doppio                    | William Larned 8-6 6-4 6-8 6-1 7-5                      | Karl Behr                        |               |                     |
| 17 agosto | Southampton Invitation 1906 Southampton, USA Singolare - Doppio                    | William Larned William Clothier 6-3 6-4                 | Beals Wright Alfred Stillman     |               |                     |
| 18 agosto | Shropshire Championships 1906 Shrewsbury, Gran Bretagna Singolare - Doppio         | Anthony Wilding 5-7 6-0 6-1 3-6 6-4                     | Edward R. Allen                  |               |                     |
| 18 agosto | Shropshire Championships 1906 Shrewsbury, Gran Bretagna Singolare - Doppio         |                                                         |                                  |               |                     |
| 18 agosto | Derbyshire Championships 1906 Buxton, Gran Bretagna Singolare - Doppio             | Edward Roy Allen John Frederick Stokes titolo condiviso |                                  |               |                     |
| 18 agosto | Derbyshire Championships 1906 Buxton, Gran Bretagna Singolare - Doppio             |                                                         |                                  |               |                     |
| 23 agosto | Isle of Wight Ventnor Championships 1906 Ventnor, Gran Bretagna Singolare - Doppio | Charles Henry Ridding 6-2 6-3                           | E.N.W. Oliver                    |               |                     |
| 23 agosto | Isle of Wight Ventnor Championships 1906 Ventnor, Gran Bretagna Singolare - Doppio |                                                         |                                  |               |                     |
| 25 agosto | Queensland Championships 1906 Brisbane, Australia Singolare - Doppio               | Harry Alabaster Parker 6-3 6-2 6-1                      | Stanley Norwood Doust            |               |                     |
| 25 agosto | Queensland Championships 1906 Brisbane, Australia Singolare - Doppio               |                                                         |                                  |               |                     |
| 27 agosto | Cinque Ports Championships 1906 Folkestone, Gran Bretagna Singolare - Doppio       | Herbert Roper Barrett 6-1 6-2 6-1                       | Alfred Ernest Beamish            |               |                     |
| 27 agosto | Cinque Ports Championships 1906 Folkestone, Gran Bretagna Singolare - Doppio       |                                                         |                                  |               |                     |
| 29 agosto | U.S. National Championships 1906 Newport, USA Singolare - Doppio                   | William Clothier 6-3, 6-0, 6-4                          | Beals Wright                     |               |                     |
| 29 agosto | U.S. National Championships 1906 Newport, USA Singolare - Doppio                   | Holcombe Ward Beals Wright 6-3 3-6 6-3 6-3              | Fred Alexander Harold Hackett    |               |                     |
| 30 agosto | Homburg Cup 1906 Bad Homburg vor der Höhe, Germania Singolare - Doppio             | Anthony Wilding 6-1 6-1 6-4                             | Otto Froitzheim                  |               |                     |
| 30 agosto | Homburg Cup 1906 Bad Homburg vor der Höhe, Germania Singolare - Doppio             |                                                         |                                  |               |                     |

### Settembre
| Settimana    | Torneo                                                                             | Vincitore                                           | Finalista                              | Semifinalisti | Eliminati ai quarti |
| ------------ | ---------------------------------------------------------------------------------- | --------------------------------------------------- | -------------------------------------- | ------------- | ------------------- |
| settembre    | West Sussex Championships 1906 Chichester, Gran Bretagna Singolare - Doppio        | Wylie Grant walkover                                | Edward Roy Allen                       |               |                     |
| settembre    | West Sussex Championships 1906 Chichester, Gran Bretagna Singolare - Doppio        |                                                     |                                        |               |                     |
| settembre    | Welsh Covered Court Championships 1906 Llandudno, Gran Bretagna Singolare - Doppio | George Aristides Caridia 6-1 2-6 6-1 6-4            | Wylie C Grant                          |               |                     |
| settembre    | Welsh Covered Court Championships 1906 Llandudno, Gran Bretagna Singolare - Doppio |                                                     |                                        |               |                     |
| settembre    | Torneo di Carlisle 1906 Carlisle, Gran Bretagna Singolare - Doppio                 | Leslie Oswald Sheridan Poidevin                     | non conosciuta (bandiera)              |               |                     |
| settembre    | Torneo di Carlisle 1906 Carlisle, Gran Bretagna Singolare - Doppio                 |                                                     |                                        |               |                     |
| settembre    | Torneo di Conishead Priory 1906 Conishead Priory, Gran Bretagna Singolare - Doppio | J.L. Figgis                                         | non conosciuta (bandiera)              |               |                     |
| settembre    | Torneo di Conishead Priory 1906 Conishead Priory, Gran Bretagna Singolare - Doppio |                                                     |                                        |               |                     |
| settembre    | Torneo di Dinard 1906 Dinard, Francia Singolare - Doppio                           | Wilberforce Eaves 6-4 6-0 1-6 6-4                   | John Mason Flavelle                    |               |                     |
| settembre    | Torneo di Dinard 1906 Dinard, Francia Singolare - Doppio                           |                                                     |                                        |               |                     |
| settembre    | Torneo di Le Touquet 1906 Le Touquet, Francia Singolare - Doppio                   | Kenneth Powell 6-4 6-2 6-4                          | Arthur Wallace McGregor                |               |                     |
| settembre    | Torneo di Le Touquet 1906 Le Touquet, Francia Singolare - Doppio                   |                                                     |                                        |               |                     |
| 5 settembre  | Intermountain Championships 1906 Salt Lake City, USA Singolare - Doppio            | O.J. Salisbury 4-6 6-4 4-6 6-0 8-6                  | A.S. Brown                             |               |                     |
| 5 settembre  | Intermountain Championships 1906 Salt Lake City, USA Singolare - Doppio            | O.J. Salisbury Walker Salisbury 4-6 4-6 6-4 6-4 6-1 | Brown Badger                           |               |                     |
| 8 settembre  | Tri-State Championships 1906 Cincinnati, USA Singolare - Doppio                    | Beals Wright 6-4 6-4 4-6 4-6 6-2                    | Robert LeRoy                           |               |                     |
| 8 settembre  | Tri-State Championships 1906 Cincinnati, USA Singolare - Doppio                    | Karl Behr Raymond Little 6-4 8-6 6-3                | William P. Hunt Trux Emerson           |               |                     |
| 9 settembre  | Torneo di Boulogne 1906 Boulogne, Francia Singolare - Doppio                       | Theodore Michel Mavrogordato 6-0 6-0 6-0            | R. Du Roveray                          |               |                     |
| 9 settembre  | Torneo di Boulogne 1906 Boulogne, Francia Singolare - Doppio                       |                                                     |                                        |               |                     |
| 10 settembre | Sussex Championships 1906 Brighton, Gran Bretagna Singolare - Doppio               | Arthur Gore 6-2 6-3 6-3                             | Major Josiah George Ritchie            |               |                     |
| 10 settembre | Sussex Championships 1906 Brighton, Gran Bretagna Singolare - Doppio               |                                                     |                                        |               |                     |
| 10 settembre | Torneo di Baden-Baden 1906 Baden-Baden, Germania Singolare - Doppio                | Anthony Wilding 6-1 6-3                             | George Courtenay Ball Greene           |               |                     |
| 10 settembre | Torneo di Baden-Baden 1906 Baden-Baden, Germania Singolare - Doppio                |                                                     |                                        |               |                     |
| 10 settembre | Pacific Coast Championships 1906 San Rafael, USA Singolare - Doppio                | Melville Hammond Long 6-2 7-5 6-2                   | George C. Janes                        |               |                     |
| 10 settembre | Pacific Coast Championships 1906 San Rafael, USA Singolare - Doppio                | Adams Charles Foley 6-2 6-2 6-4                     | Bell Thomas Bundy                      |               |                     |
| 15 settembre | Kent Coast Championships 1906 Hythe, Gran Bretagna Singolare - Doppio              | Arthur Gore 7-5 6-2 4-6 ritiro                      | Josiah Ritchie                         |               |                     |
| 15 settembre | Kent Coast Championships 1906 Hythe, Gran Bretagna Singolare - Doppio              |                                                     |                                        |               |                     |
| 15 settembre | South of England Championships 1906 Eastbourne, Gran Bretagna Singolare - Doppio   | Anthony Wilding 6-2 6-3 6-2                         | Roderick James McNair                  |               |                     |
| 15 settembre | South of England Championships 1906 Eastbourne, Gran Bretagna Singolare - Doppio   |                                                     |                                        |               |                     |
| 17 settembre | Torneo di Les Avants 1906 Les Avants, Svizzera Singolare - Doppio                  | Dunstan P. Rhodes 4-6 6-2 1-6 6-1 6-2               | Algernon Robert Fitzhardinge Kingscote |               |                     |
| 17 settembre | Torneo di Les Avants 1906 Les Avants, Svizzera Singolare - Doppio                  |                                                     |                                        |               |                     |

### Ottobre
| Settimana  | Torneo                                                                            | Vincitore                             | Finalista                  | Semifinalisti | Eliminati ai quarti |
| ---------- | --------------------------------------------------------------------------------- | ------------------------------------- | -------------------------- | ------------- | ------------------- |
| ottobre    | Bay Counties Championships 1906 San Francisco, USA Cemento Singolare - Doppio     | George Janes 6-1 6-1 6-3              | Charles Foley              |               |                     |
| ottobre    | Bay Counties Championships 1906 San Francisco, USA Cemento Singolare - Doppio     | Reuben Hunt Clarence Griffin walkover | R.N. Whitney Charles Foley |               |                     |
| 5 ottobre  | Queen's Covered Court Championships 1906 Londra, Gran Bretagna Singolare - Doppio | Anthony Wilding 6-3 6-0 6-1           | George Caridia             |               |                     |
| 5 ottobre  | Queen's Covered Court Championships 1906 Londra, Gran Bretagna Singolare - Doppio |                                       |                            |               |                     |
| 7 ottobre  | National Collegiate Championships 1906 Haverford, USA Singolare - Doppio          | Robert LeRoy 6-0 6-1 6-3              | Theodore Roosevelt Pell    |               |                     |
| 7 ottobre  | National Collegiate Championships 1906 Haverford, USA Singolare - Doppio          | Spalding Wells 6-1 6-2 6-1            | Partridge Dolbeare         |               |                     |
| 28 ottobre | Western Australian Championships 1906 Perth, Australia Singolare - Doppio         | Ernie Parker 6-2 2-6 6-2 6-2          | Stanley Doust              |               |                     |
| 28 ottobre | Western Australian Championships 1906 Perth, Australia Singolare - Doppio         |                                       |                            |               |                     |

### Novembre
| Settimana   | Torneo                                                                    | Vincitore                  | Finalista                 | Semifinalisti | Eliminati ai quarti |
| ----------- | ------------------------------------------------------------------------- | -------------------------- | ------------------------- | ------------- | ------------------- |
| Novembre    | Victorian Championships 1906 Melbourne, Australia Singolare - Doppio      | Norman Brookes 6-0 6-4 9-7 | Anthony Wilding           |               |                     |
| Novembre    | Victorian Championships 1906 Melbourne, Australia Singolare - Doppio      |                            |                           |               |                     |
| 30 novembre | Metropolitan Championships 1906 Strathfield, Australia Singolare - Doppio | Horace Rice                | non conosciuta (bandiera) |               |                     |
| 30 novembre | Metropolitan Championships 1906 Strathfield, Australia Singolare - Doppio |                            |                           |               |                     |

### Dicembre
| Settimana   | Torneo                                                                         | Vincitore                                | Finalista                    | Semifinalisti             | Eliminati ai quarti                                |
| ----------- | ------------------------------------------------------------------------------ | ---------------------------------------- | ---------------------------- | ------------------------- | -------------------------------------------------- |
| Dicembre    | New Zealand Championships 1906 Christchurch, Nuova Zelanda Singolare - Doppio  | Anthony Wilding 6-4 2-6 6-3 6-1          | Harry Alabaster Parker       |                           |                                                    |
| Dicembre    | New Zealand Championships 1906 Christchurch, Nuova Zelanda Singolare - Doppio  | C. Cox Harry Alabaster Parker            |                              |                           |                                                    |
| 31 dicembre | Australasian Championships 1906 Christchurch, Nuova Zelanda Singolare - Doppio | Anthony Wilding 6-0 6-4 6-4              | Francis Marion Bates Fisher  | Harry Parker Thomas Quill | Cecil Cox Richard Harman Rodney Heath William Goss |
| 31 dicembre | Australasian Championships 1906 Christchurch, Nuova Zelanda Singolare - Doppio | Rodney Heath Anthony Wilding 6-2 6-4 6-2 | Cecil Cleve Cox Harry Parker | Harry Parker Thomas Quill | Cecil Cox Richard Harman Rodney Heath William Goss |

### Senza data
| Settimana | Torneo                                                                        | Vincitore                   | Finalista                 | Semifinalisti | Eliminati ai quarti |
| --------- | ----------------------------------------------------------------------------- | --------------------------- | ------------------------- | ------------- | ------------------- |
|           | Torneo di Ostenda 1906 Ostenda, Belgio Singolare - Doppio                     | Josiah Ritchie              | non conosciuta (bandiera) |               |                     |
|           | Torneo di Ostenda 1906 Ostenda, Belgio Singolare - Doppio                     |                             |                           |               |                     |
|           | Torneo di Lilla 1906 Lilla, Francia Singolare - Doppio                        | A. Georges Watson           | non conosciuta (bandiera) |               |                     |
|           | Torneo di Lilla 1906 Lilla, Francia Singolare - Doppio                        |                             |                           |               |                     |
|           | Torneo di Ilkley 1906 Ilkley, Gran Bretagna Singolare - Doppio                | S. Watson                   | non conosciuta (bandiera) |               |                     |
|           | Torneo di Ilkley 1906 Ilkley, Gran Bretagna Singolare - Doppio                |                             |                           |               |                     |
|           | Torneo di Bruxelles 1906 Bruxelles, Belgio Singolare - Doppio                 | Herbert Roper Barrett       | non conosciuta (bandiera) |               |                     |
|           | Torneo di Bruxelles 1906 Bruxelles, Belgio Singolare - Doppio                 |                             |                           |               |                     |
|           | Nice Lawn Tennis Club Championships 1906 Nizza, Francia Singolare - Doppio    | Edward Roy Allen            | non conosciuta (bandiera) |               |                     |
|           | Nice Lawn Tennis Club Championships 1906 Nizza, Francia Singolare - Doppio    |                             |                           |               |                     |
|           | South African Championships 1906 Città del Capo, Sudafrica Singolare - Doppio | John Richardson 6–4 7–5 6–2 | Cecil Edward Howard Tripp |               |                     |
|           | South African Championships 1906 Città del Capo, Sudafrica Singolare - Doppio |                             |                           |               |                     |
|           | Swiss International Championships 1906 Zurigo, Svizzera Singolare - Doppio    | Dunstan P. Rhodes           | non conosciuta (bandiera) |               |                     |
|           | Swiss International Championships 1906 Zurigo, Svizzera Singolare - Doppio    |                             |                           |               |                     |
|           | Transvaal Championships 1906 Johannesburg, Sudafrica Singolare - Doppio       | Harold Kitson               | non conosciuta (bandiera) |               |                     |
|           | Transvaal Championships 1906 Johannesburg, Sudafrica Singolare - Doppio       |                             |                           |               |                     |